# HD78766
HD78766 — хімічно пекулярна зоря спектрального класу A4, що має видиму зоряну величину в смузі V приблизно  7,7.
Вона  розташована на відстані близько 410,3 світлових років від Сонця.